# Blaupunktbuntbarsch
Der Blaupunktbuntbarsch (Andinoacara pulcher, lateinisch pulcher „schön“) ist eine Buntbarschart aus Trinidad und den gegenüber liegenden Teilen Venezuelas. Als Aquarienfisch wurde er 1906 erstmals nach Deutschland eingeführt. Er war bisher die Leitart der sogenannten „Aequidens“-pulcher-Gruppe, einer Gruppe von Arten, die sich von anderen Mitgliedern der Gattung Aequidens durch Unterschiede in Farbgebung, Knochenbau und Beschuppung abgrenzt und von denen man bisher eine nähere Verwandtschaft mit der Gattung Bujurquina vermutet hatte.
Männliche Blaupunktbuntbarsche können eine Gesamtlänge von 16 Zentimetern erreichen, die weiblichen Tiere bleiben etwas kleiner. Der seitlich komprimierte Körper zeigt eine olivgrüne Grundfärbung und trägt acht dunkle Querstreifen. Eine Anzahl leuchtender, blaugrüner Linien zieht sich über die Wangen. Die Männchen sind generell farbenprächtiger als ihre weiblichen Artgenossen und nehmen während der Fortpflanzungsperiode eine blaue Färbung an. Außerdem tragen sie längere Flossen und die verlängerten Flossenstrahlen von Rücken- und Afterflosse reichen häufig um die Schwanzflosse herum.
Stehende trübe Gewässer werden vom Blaupunktbuntbarsch ebenso bewohnt wie klare Fließgewässer. Er ernährt sich von im Wasser lebenden Wirbellosen und Insekten. Das meist auf Falllaub oder ähnlichem beweglichem Substrat befestigte Gelege wird vom Weibchen gepflegt, während das Männchen das Brutrevier verteidigt. Während dieser Phase können die sonst recht friedfertigen Tiere sehr aggressiv werden. Die Larven schlüpfen in Abhängigkeit von der Temperatur nach zwei bis vier Tagen und werden danach von den Eltern mehrfach in vorher gegrabene Mulden umgebettet. Drei bis vier Tage nach dem Schlupf schwimmen die Larven frei.

## Systematik
Nach umfangreichen genetischen Untersuchungen von sieben bislang der Sammelgattung Aequidens zugeordneten cichlasomatinen Buntbarscharten begründeten Musilová, Řícan und Novák 2009 die neue Gattung Andinoacara. In diese neue Gattung wurde auch der Blaupunktbuntbarsch gestellt, der nun korrekt als Andinoacara pulcher bezeichnet wird.